# Wilfried Gunkel
Wilfried Gunkel (* 5. März 1930 in Lützen; † 11. November 2005 in Holm) war ein deutscher Meeresbiologe.

## Leben
Nach dem Abitur in der Deutschen Demokratischen Republik hatte es Gunkel schwer, einen Studienplatz zu erhalten. Deshalb übersiedelte er in die Bundesrepublik, was damals noch relativ einfach war. An der Johann Wolfgang Goethe-Universität Frankfurt am Main konnte er sich für Naturwissenschaften immatrikulieren. Dort wurde er im Juli 1953 im Corps Saxonia Leipzig recipiert. Von Anfang an spezialisierte er sich auf die Meeresbiologie. Den größten Teil seines Lebensunterhalts verdiente er in einer Brauerei. Das Studium beendete er pünktlich summa cum laude. 1958 wurde er in Frankfurt zum Dr. phil. nat. promoviert. Die Dissertation fand internationale Beachtung.
Die Biologische Anstalt Helgoland (BAH) war sein erster Arbeitgeber. An Bord der Anton Dohrn begann er mit seiner Arbeit über die Verteilung der Bakterien in verschiedenen Wasserkörpern. Adolf Bückmann etablierte auch die Abteilung Meeresmikrobiologie an der BAH und sandte Gunkel 1959 als ersten Meeresmikrobiologen der BAH zur Ausbildung in die Vereinigten Staaten, zu Claude Ephraim ZoBell an der Scripps Institution of Oceanography in La Jolla und zu Carl Henry Oppenheimer, The University of Texas Marine Science Institute in Port Aransas. 1975 begannen Gunkel und Günter Gassmann unter  internationaler Beteiligung die „Erdölökologischen Nordseefahrten“ für Messungen der vorhandenen rezenten und fossilen Kohlenwasserstoffe sowie des Umsatzes durch hydrocarbonoklastische Bakterien. Der von ihm gezüchtete Bakterienstamm wurde nach dem Ersten Golfkrieg erfolgreich eingesetzt. Gunkel selbst berichtete davon im Fernsehen. Auch bei Ixtoc I bewährten sich diese Bakterien. An Bord der neuen Meteor erkundete er Meeresbiologie des Indischen Ozeans. Jahrzehntelang befasste er sich mit den ökologischen Folgen von Tankerunglücken. Am 1. Juli 1989 übernahm er die stellvertretende Leitung der BAH. Er wurde am 11. September 1990 zum Direktor der BAH und im selben Jahr von der Universität Hamburg (Fachbereich Biologie) zum Professor ernannt. Drei Jahre später, am 30. September 1993, trat er in den Ruhestand.
Mit 75 Jahren erlag er einer schweren Krankheit. Nach der Kremierung wurde seine Urne auf Helgoland bestattet, wo auch seine Mutter beigesetzt ist.
Gunkel war bis 1990 Mitglied des Vorstandes der ev. Kirchengemeinde Helgoland und engagierte sich im Ruhestand für den Bau einer Kirche in Holm.

## Werke
- Daten zur Bakterienverteilung in der Nordsee.
- Reversion der Mutationen und Reaktivierung durch sichtbares sowie verschiedene Salzlösungen nach UV-Bestrahlung von Serratia.
- Einwirkungen des kalten Winters 1962/63 auf die Bakterienpopulationen vor Helgoland, 1964.
- mit Harald Rosenthal: Wirkungen von Rohöl-Emulgatorgemischen auf marine Fischbrut und deren Nährtiere, 1967.
- Experimentell-ökologische Untersuchungen über die limitierenden Faktoren des mikrobiellen Ölabbaues im marinen Milieu, 1967.
- mit Hans-Hermann Trekel: Zur Methodik der quantitativen Erfassung ölabbauender Bakterien in verölten Sedimenten und Böden, Öl-Wassergemischen, Ölen und teerartigen Substanzen. Helgoland 1967.
- mit Jürgen Koch: 750 Jahre Holm – unser Dorf : 1255-2005. Eine Chronik. Holm 2004.